# Левадия
Лева́дия (греч. Λεβάδεια) — город в Греции, на месте древнего города Лебадии. Расположен на высоте 204 метра над уровнем моря, на правом берегу реки Кифисоса, в 64 километрах к юго-востоку от Ламии и в 90 километрах к северо-западу от Афин. На востоке и юго-востоке от города находится горный массив Парнас. Административный центр одноимённой общины (дима) и периферийной единицы Беотии в периферии Центральной Греции. Население 21 379 жителей по переписи 2011 года.
К востоку от города проходит национальная дорога 3 Фивы — Ламия. К северу от города проходит национальная дорога 48, которая связывает Левадию с Амфисой. Железнодорожная станция «Левадия» обслуживает линию Пирей — Салоники.
Центр Фивской и Левадийской митрополии Элладской православной церкви.

## История
Древний город Лебадия (др.-греч. Λεβάδεια) находился на берегу реки Геркины (Ερκύνα), к западу от озера Копаиды. Упоминается Гомером в «Списке кораблей» как Мидея (др.-греч. Μίδεια), по имени Мидеи, матери Аспледона (Ἀσπληδών), эпонима города близ Орхомена. Был переименован в Лебадию по имени Лебада (Λέβαδος) из Афин. У города в священной роще находился храм Трофония со статуей Праксителя. Выше рощи находился пещерный оракул Трофония, хтонического божества. Представлял собой искусственную пещеру, выполненную в виде подземной куполообразной сокровищницы (греч. θησαυρός). К оракулу обращался лидийский царь Крёз в VI веке до н. э.
В южной части города находится средневековый замок, который возвышается над городом на 150 метров.
В 18 километрах к западу от Левадии находится малый город Дистомон, печально известный своим разрушением и резнёй в годы оккупации Греции странами «оси» во Вторую мировую войну. В память другого события оккупации Греции странами «оси», в 10 километрах к западу от Левадии, по дороге на Арахову, установлен памятник на месте боя греческих партизан с нацистами и последовавшего расстрела 136 жителей города.
Из Левадии родом Ламброс Кацонис (1752—1804), национальный герой Греции, пират и полковник российской армии, участник Пелопоннесского восстания 1770 года, назвал свою усадьбу в Крыму именем родного города, впоследствии окружающее поселение стало называться Ливадией.
В 2005 году здесь открыт факультет экономического развития региона Университета Центральной Греции.

## Сообщество Левадия
В общинное сообщество Левадия входят девять населённых пунктов. Население 22 193 жителя по переписи 2011 года. Площадь 139,614 квадратного километра.
| Населённый пункт | Население (2011), человек |
| ---------------- | ------------------------- |
| Айос-Николаос    | 33                        |
| Аналипсис        | 169                       |
| Ано-Сурпи        | 0                         |
| Дзимеика         | 118                       |
| Левадия          | 21 379                    |
| Перахорион       | 325                       |
| Статмос          | 17                        |
| Цукаладес        | 121                       |
| Эликон           | 31                        |

## Население
| Год  | Население, человек |
| ---- | ------------------ |
| 1991 | 19 144             |
| 2001 | 20 694             |
| 2011 | ↗ 21 379           |